# Troițke, Ucraina
Troițke (în ucraineană Троіцьке) este așezarea de tip urban de reședință a raionului Troițke din regiunea Luhansk, Ucraina. În afara localității principale, nu cuprinde și alte sate.

## Demografie
Componența lingvistică a așezării de tip urban Troițke
     Ucraineană (72,36%)
     Rusă (27,51%)
     Alte limbi (0,02%)
Conform recensământului din 2001, majoritatea populației așezării de tip urban Troițke era vorbitoare de ucraineană (72,36%), existând în minoritate și vorbitori de rusă (27,51%).